# Pembroke Pines
Pembroke Pines è un comune degli Stati Uniti d'America, nella Contea di Broward dello Stato della Florida.